# Dempa Connection Series
Dempa Connection（日語：でんぱコネクション） 是電波組.inc成員全體參與演出的首部連續劇。播放時間為2012年7月28日到2012年9月29日，於每週六凌晨2:00（JST）在 tvk電視台播出。每集只有5分鐘。同名續篇 Dempa Connection French （日語：でんぱコネクションフレンチ）同樣也是由電波組.inc成員全體演出，播放時間為2015年4月3日到2015年6月26日，於每週五深夜1:50（JST）在tvk播出。每集亦只有5分鐘。

## Dempa Connection

### 簡介
內容主要是描述，相信正義、痛恨犯罪的6位刑警（由電波組.inc），為驅逐在舊金山的惡黨，與惡勢力對抗的故事。
電波組.inc的歌曲Sabotage，是由美國知名樂團野獸男孩的歌曲Sabotage重新編曲而來。而Dempa Connection這部極短連續劇，則是架構在野獸男孩版的70年代風格歌曲SabotageMV之場景下。
本片的電波組.inc成員全部女扮男裝。為了營造出美國70年代Hip-hop刑警影片風格，更找來了男性配音員為六位主角配音。

### 角色
| 姓名    | 演員     | 配音員   | 角色特性 |
| ------- | -------- | -------- | --- |
| Mike    | 最上もが | 新納敏正 | 穿著白夾克、走精英風格的金髮帥哥。 太老實的部份是弱點。                                                                       |
| Charlie | 成瀬瑛美 | 堀本能礼 | 經常穿著洗白的牛仔夾克。 是個情緒容易被煽動高漲的長鬍子愛諷刺人刑事。                                                         |
| James   | 夢眠ねむ | 渡辺哲   | 穿著西裝背心和領帶，做帥氣的決定。有留鬍子，戴著很酷的太陽眼鏡。 是刑事們的老闆。                                             |
| Frank   | 古川未鈴 | 名高達男 | 頂尖的NY刑事。留著鬍子，經常戴著很酷的太陽眼鏡。穿著襯衫和粗夾克。 一出手就會馬上射擊犯人。因為搭檔相繼殉職而被稱作「死神」。 |
| Paul    | 藤咲彩音 | 坂田雅彥 | 身著皮夾克、頂著膨膨捲髮及留鬍子是其特色。 喜歡嘲笑和挖苦別人，和誰都能吵架。                                                 |
| Chico   | 相沢梨紗 | 福井博章 | 父親是波多黎各人。穿著整齊西裝的新人刑事，是 Frank 刑事的新搭檔。 有「受到嚴重打擊時會抱膝坐在地上」的習慣。                  |

## Dempa Connection French

### 簡介
電波時髦偵探團（Dempa Oshare Detective），簡稱DOD。是六位生於法國的偵探。因為喜歡而來到日本，並在橫濱設立了偵探事務所。每位成員都擁有各自的特殊能力，將一個個的事件解決！
成員全都一人分飾兩角，各扮演DOD偵探男性、及女性委託人（成瀨非委託人，但亦有女裝演出），是本片的特點之一。另外，每一集內一定會出現報紙，而報紙上的頭條標題是本劇的彩蛋。
影片全部都在橫濱拍攝。每一集結束後，都會有電波組.inc的成員介紹橫濱的觀光景點。

### 角色
| 姓名                        | 演員     | 角色分類      | 角色簡介                                                                                        |
| --------------------------- | -------- | ------------- | ----------------------------------------------------------------------------------------------- |
| Alan．Mirin （日語：アラン．ミリン）      | 古川未鈴 | DOD偵探局成員 | IQ很高，頭腦清晰。 特殊能力：眨眼時能看透對方的內心。有時會被誤解。                             |
| François．Lisa （日語：フランソワ．リサ）   | 相沢梨紗 | DOD偵探局成員 | 偵探局的隊長。平時冷靜沉著。 特殊能力：定住對方行動、操控對方內心想法。                         |
| Serge．Nemu （日語：セルジュ．ネム）      | 夢眠ねむ | DOD偵探局成員 | 熱愛食物，是個愛吃鬼。 特殊能力：吃飽之後會擁有超人的力量。                                     |
| Michèle．Eitaso （日語：ミッシェル．エイタソ）  | 成瀨瑛美 | DOD偵探局成員 | 書呆子，喜歡用科學分析事情。 特殊能力：被驚嚇之後會瞬間移動的超能力。                           |
| Jacque．Moga （日語：ジャック．モガ）     | 最上もが | DOD偵探局成員 | 平常很冷酷，但其實是個好人。 特殊能力：用「優雅的語句」令對手顯露弱點。                         |
| Jean-Paul．Pinky （日語：ジャンポール．ピンキー） | 藤咲彩音 | DOD偵探局成員 | 活潑外向，但卻有個性輕浮、過度惡作劇的一面。 特殊能力：功夫和用槍很厲害。                       |
| Mitsuko （日語：ミツコ）          | 最上もが | 委託人        | 餵男友便當後，男友突然變臉襲擊，被DOD所救。 長得和Jacque．Moga一模一樣。                        |
| Akari （日語：アカリ）            | 相沢梨紗 | 委託人        | 出現在DOD偵探所，想要找人約會。 和François．Lisa的感覺很像。                                    |
| Chako （日語：チャコ）            | 藤咲彩音 | 委託人        | 收到「偷心怪客」給的蛋糕型炸彈的少女。等待著約定好要見面的爸爸。 感覺長得很像Jean-Paul．Pinky。 |
| Yosie （日語：ヨシエ）            | 夢眠ねむ | 委託人        | 戴上「偷心怪客」新開發的太陽眼鏡後，變得會愛上失敗男的少女。 髮型和Serge．Nemu一樣。            |
| Maria （日語：マリア）            | 古川未鈴 | 偷心怪客團員  | 長得和Alan．Mirin一模一樣的偷心怪客少女。 擁有謎的能力，能讓互相討厭的人們黏在一起。            |
| Madam E （日語：マダムE）          | 成瀨瑛美 | 偷心怪客首領  | 為了證明「戀愛只是幻想」，而組成了「偷心怪客」團。 其實，Michèle．Eitaso的另一面，就是Madam E。 |